# Lista de presidentes de Bolzano (província autónoma)
Esta é uma lista de presidentes de Bolzano  (em alemão:  Bozen — Südtirol, em italiano:  Bolzano – Alto Adige) desde 1946. Em alemão, o chefe do governo é denominado Landeshauptmann, enquanto que em italiano se usa a palavra presidente. Da criação do cargo até os dias atuais, todos os mandatários pertenceram a um mesmo partido: o Südtiroler Volkspartei (SVP) ("Partido do Povo Sul-Tirolês").
| Presidentes do Tirol do Sul | Presidentes do Tirol do Sul | Presidentes do Tirol do Sul | Presidentes do Tirol do Sul |
| Presidente                  | Partido                     | Mandato                     | Legislatura                 |
| --------------------------- | --------------------------- | --------------------------- | --------------------------- |
| Karl Erckert                | SVP                         | 1948–1952                   | I Legislatura               |
| Karl Erckert                | SVP                         | 1952–1955                   | II Legislatura              |
| Alois Pupp                  | SVP                         | 1955–1956                   | II Legislatura              |
| Alois Pupp                  | SVP                         | 1956–1960                   | III Legislatura             |
| Silvius Magnago             | SVP                         | 1960–1964                   | IV Legislatura              |
| Silvius Magnago             | SVP                         | 1964–1968                   | V Legislatura               |
| Silvius Magnago             | SVP                         | 1968–1973                   | VI Legislatura              |
| Silvius Magnago             | SVP                         | 1973–1978                   | VII Legislatura             |
| Silvius Magnago             | SVP                         | 1978–1983                   | VIII Legislatura            |
| Silvius Magnago             | SVP                         | 1984–1989                   | IX Legislatura              |
| Luis Durnwalder             | SVP                         | 1989–1993                   | X Legislatura               |
| Luis Durnwalder             | SVP                         | 1993–1998                   | XI Legislatura              |
| Luis Durnwalder             | SVP                         | 1998–2003                   | XII Legislatura             |
| Luis Durnwalder             | SVP                         | 2003–2008                   | XIII Legislatura            |
| Luis Durnwalder             | SVP                         | 2008–2014                   | XIV Legislatura             |
| Arno Kompatscher            | SVP                         | 2014–presente               | XV Legislatura              |